# Tanz auf dem Vulkan

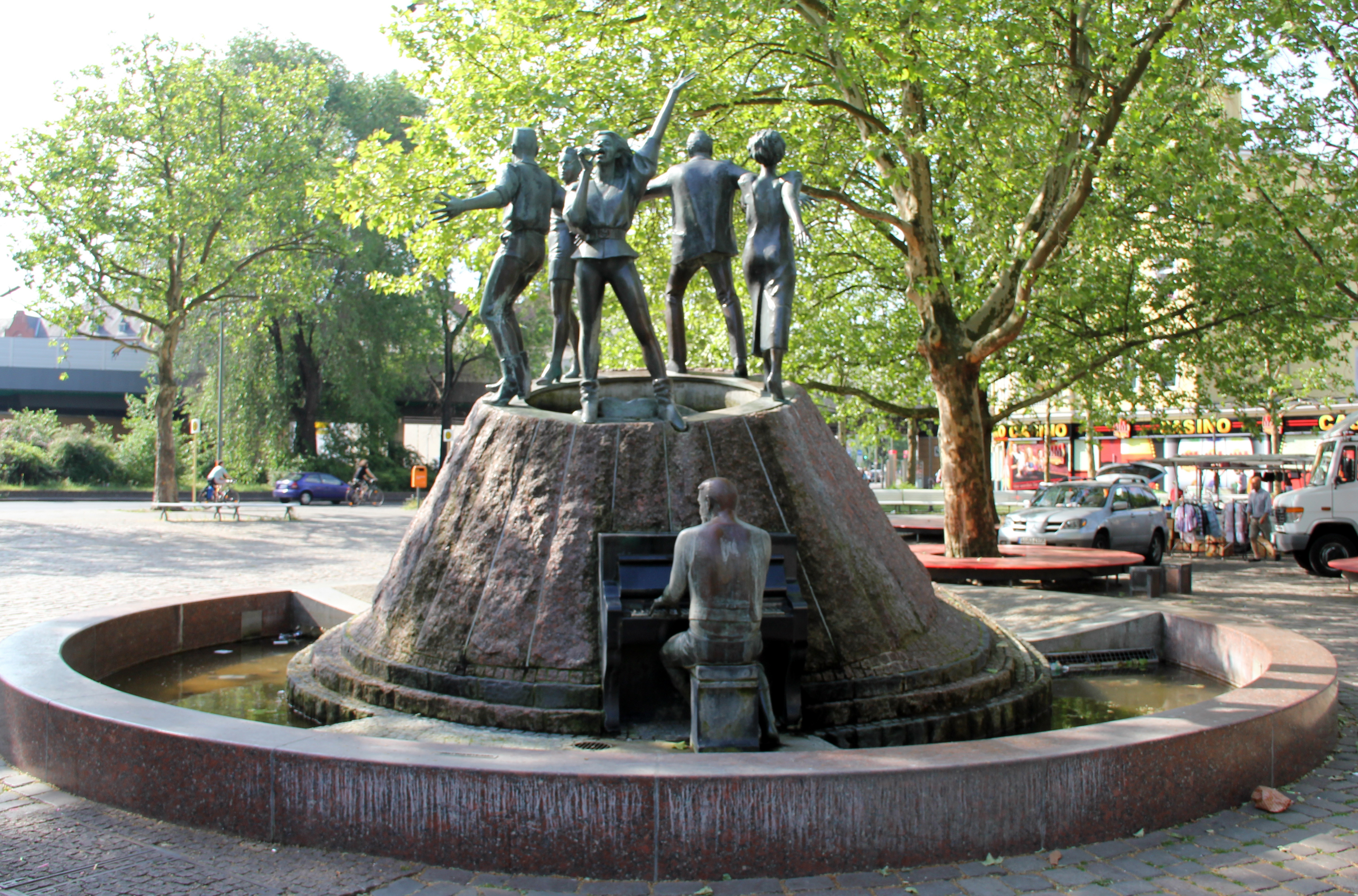
Brunnen: Tanz auf dem Vulkan, Berlin, Nettelbeckplatz (Wedd.)

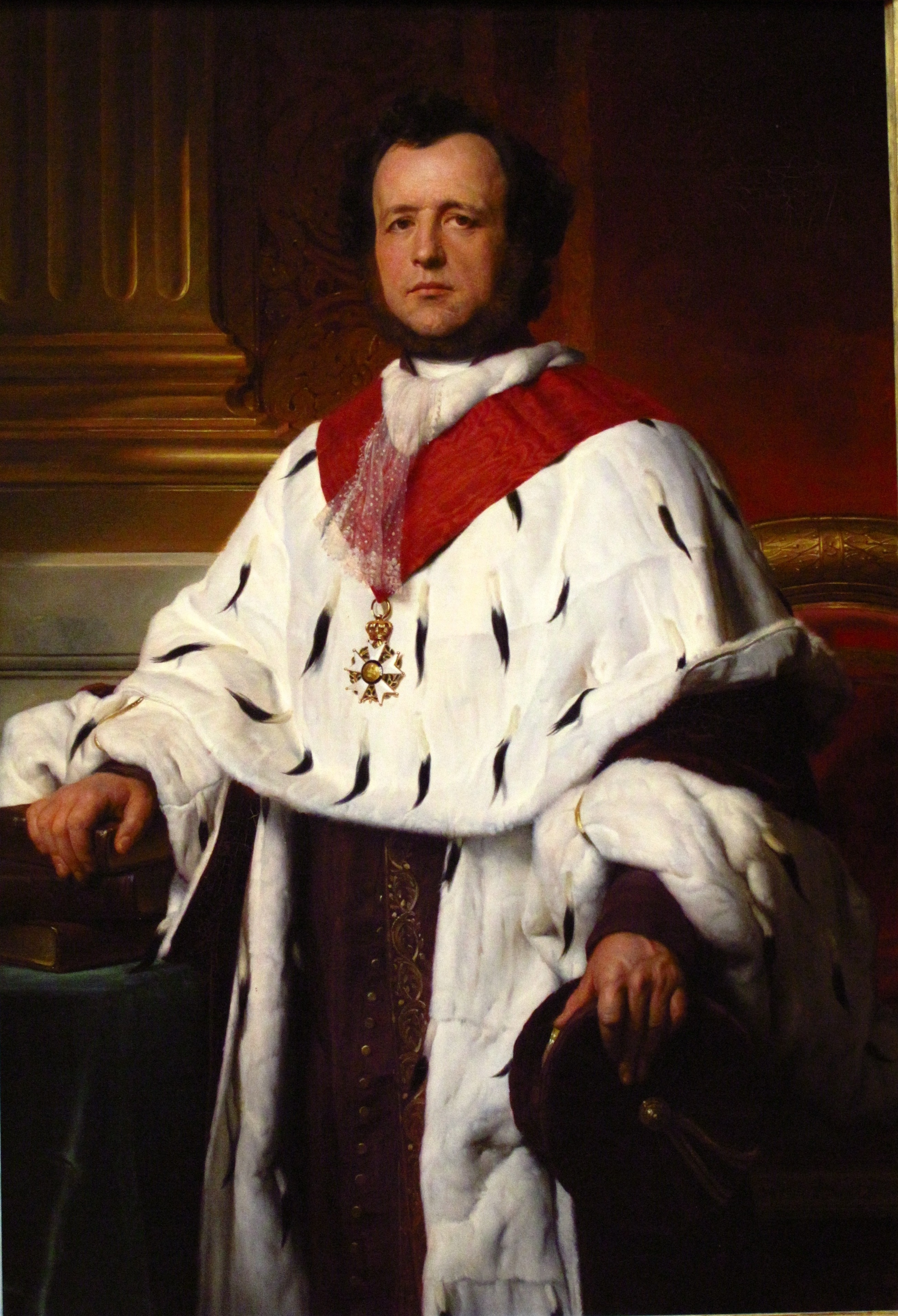
Comte Narcisse-Achille de Salvandy, Urheber der Metapher (Porträt von Paul Delaroche, 1846)

Tanz auf dem Vulkan (auch auf dem Vulkan tanzen und am Rande des Vulkans tanzen) ist eine aus dem Französischen stammende international verstandene Metapher für ausgelassenes, riskantes, meist ahnungsloses Verhalten in einer sehr gefährlichen Situation oder angesichts einer drohenden Katastrophe. In spezieller selbstbezogener Verwendung kann es auch bedeuten, dass man sich willentlich einer Gefahr aussetzt, oder es sogar genießt, ein hohes Risiko einzugehen.
Aus der Feststellung nous dansons sur un volcan des französischen Staatsmannes und Publizisten Narcisse-Achille de Salvandy am Vorabend der Julirevolution von 1830 entstand diese damals politisch konnotierte Metapher, die sofort von Zeitungen aufgegriffen und in den Jahren und Jahrzehnten danach vor allem von politisch interessierten Schriftstellern verwendet wurde.

## Ursprung, Wiedergabe und Verwendung im Französischen
Die Metapher geht auf einen Ausspruch des französischen Staatsmannes und Publizisten Narcisse-Achille de Salvandy (1795–1856) im Jahre 1830 zurück, der die Situation in Frankreich mit dem neapolitanischen Vesuv in Verbindung brachte. Am Vorabend der Julirevolution von 1830 wurde von Herzog Ferdinand Philippe d’Orléans, duc de Chartres zu Ehren des Königs und der Königin von Neapel im  Pariser Stadtpalast Palais Royal ein Fest gegeben, bei dem de Salvandy anwesend war und selber danach die folgende Schilderung gab:

« Je venais de m’entretenir avec un des membres du cabinet des dangers de la lutte engagée par l’autorité royale. ‚Nous ne reculerons pas d’une semelle‘, m’avait-il dit […]. ‚Eh bien !‘ lui répondis-je, ‚le roi et vous reculerez d’une frontière.‘ […] Ce fut peu après que, passant près de Mgr le duc d’Orléans qui recevait de nombreux compliments sur les magnificences de sa fête, je lui adressai ce mot que les feuilles répétèrent le lendemain. – ‚C’est une fête toute napolitaine, monseigneur; nous dansons sur un volcan.‘ »

„Ich hatte gerade mit einem Mitglied des Kabinetts über die Gefahren des Kampfes gesprochen, den die königliche Autorität begonnen hatte. Er hatte mir gesagt: ‚Wir werden nicht einen Fuß breit zurückweichen‘ […] ‚Nun‘, antwortete ich, ‚der König und Sie werden Grenzen überschreiten müssen‘. […] Es war kurz danach, dass ich, als ich am Herzog von Orléans vorbeiging, der zahlreiche Komplimente für die Pracht seines Festes erhielt, das Wort an ihn richtete, das am nächsten Tag in den Blättern wiedergegeben wurde. – ‚Es ist ein wirklich neapolitanisches Fest, mein Herr; wir tanzen auf einem Vulkan.‘“

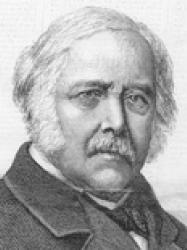
Joseph d’Haussonville

Der französische Politiker und Historiker Joseph d’Haussonville (1809–1884) bestätigte dies in seinen Erinnerungen:

« L’arrivée du roi et de la reine de Naples à Paris, où ils habitaient le palais de l’Élysée, fut l’occasion de plusieurs fêtes. Celle qui fut donnée au Palais-Royal par le duc d’Orléans […] a laissé presque des souvenirs historiques à cause du mot heureux de M. de Salvandy, répété dans le moment de bouche en bouche et si souvent cité depuis : ‚C’est vraiment une fête napolitaine, car nous dansons sur un volcan.‘ »

„Die Ankunft des Königs und der Königin von Neapel in Paris, wo sie im Élysée-Palast wohnten, war Anlass für mehrere Feste. Dasjenige, das im Palais Royal vom Herzog von Orléans gegeben wurde […] hat aufgrund des glücklichen Wortes von Herrn de Salvandy, das im Augenblick von Mund zu Mund wiederholt und seitdem so oft zitiert wurde, fast historische Erinnerungen hinterlassen: ‚Es ist wirklich ein neapolitanisches Fest, denn wir tanzen auf einem Vulkan.‘“

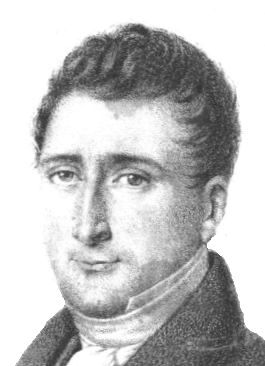
Étienne-Léon de Lamothe-Langon

Sehr früh, bereits 1831, griff der französische Romancier, Autor historischer Mystifikationen und mehrerer apokryphen Memoiren, Étienne-Léon de Lamothe-Langon (1786–1864), die Metapher auf und dramatisierte sie in den fiktiven Memoiren „einer Frau von Format“ (d’une femme de qualité):

« Je rencontrai au milieu de cette foule riante et variée le vieux marquis de V…, sorte de fantôme de l’autre monde, toujours de mauvaise humeur, et dont l’air sombre contrastait avec l’hilarité générale. Il vint à moi, et me prenant par la main : ‚Que pensez-vous, madame, me dit-il, de cette réunion ? elle est splendide, joyeuse ; et cependant on danse sur un volcan ; on s’embrasse aujourd’hui , et on ne tardera pas à s’égorger. C’est le festin de la discorde. On ne peut perdre plus gaiement une couronne.‘ »

„Ich traf inmitten dieser lachenden und bunten Menge den alten Marquis de V…, eine Art Geist aus der anderen Welt, der immer schlecht gelaunt war und dessen finstere Miene im Gegensatz zur allgemeinen Heiterkeit stand. Er kam auf mich zu und nahm mich bei der Hand: ‚Was denken Sie, Madame‘, sagte er zu mir, ‚über diese Versammlung? Sie ist herrlich, fröhlich; und doch tanzt man auf einem Vulkan; man küsst sich heute und wird sich bald die Kehle durchschneiden. Dies ist das Festmahl der Zwietracht. Fröhlicher kann man eine Krone nicht verlieren.‘“

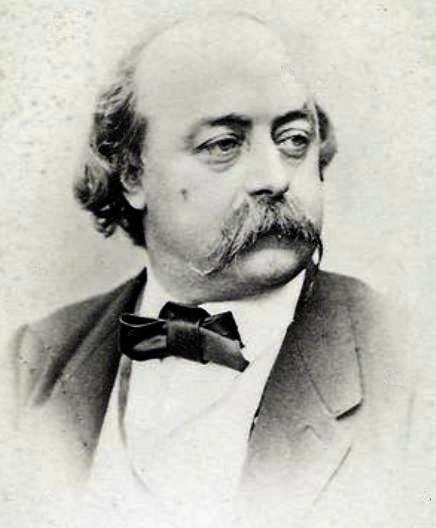
Gustave Flaubert

Der französische Schriftsteller Gustave Flaubert schrieb in einem Brief vom 10. Januar 1859 an seinen Freund, den Juristen Eugène-Paul Delattre die folgenden drastischen Worte:

« La société est une vraie forêt de Bondy. On a dit que nous dansions sur un volcan ; la comparaison est emphatique ! Pas du tout ! nous trépignons sur la planche pourrie d’une vaste latrine. L’humanité, pour ma part, me donne envie de vomir, et il faudrait aller se pendre, s’il n’y avait, par ci par là, de nobles esprits qui désinfectent l’atmosphère. »

„Die Gesellschaft ist ein gottverlassener Ort von Halsabschneidern. Man hat gesagt, wir würden auf einem Vulkan tanzen; der Vergleich ist emphatisch! Wir stampfen auf den morschen Brettern einer riesigen Latrine. Die Menschheit bringt mich zum Kotzen, und man müsste sich erhängen, wenn es nicht hier und da edle Geister gäbe, die die Atmosphäre desinfizieren.“

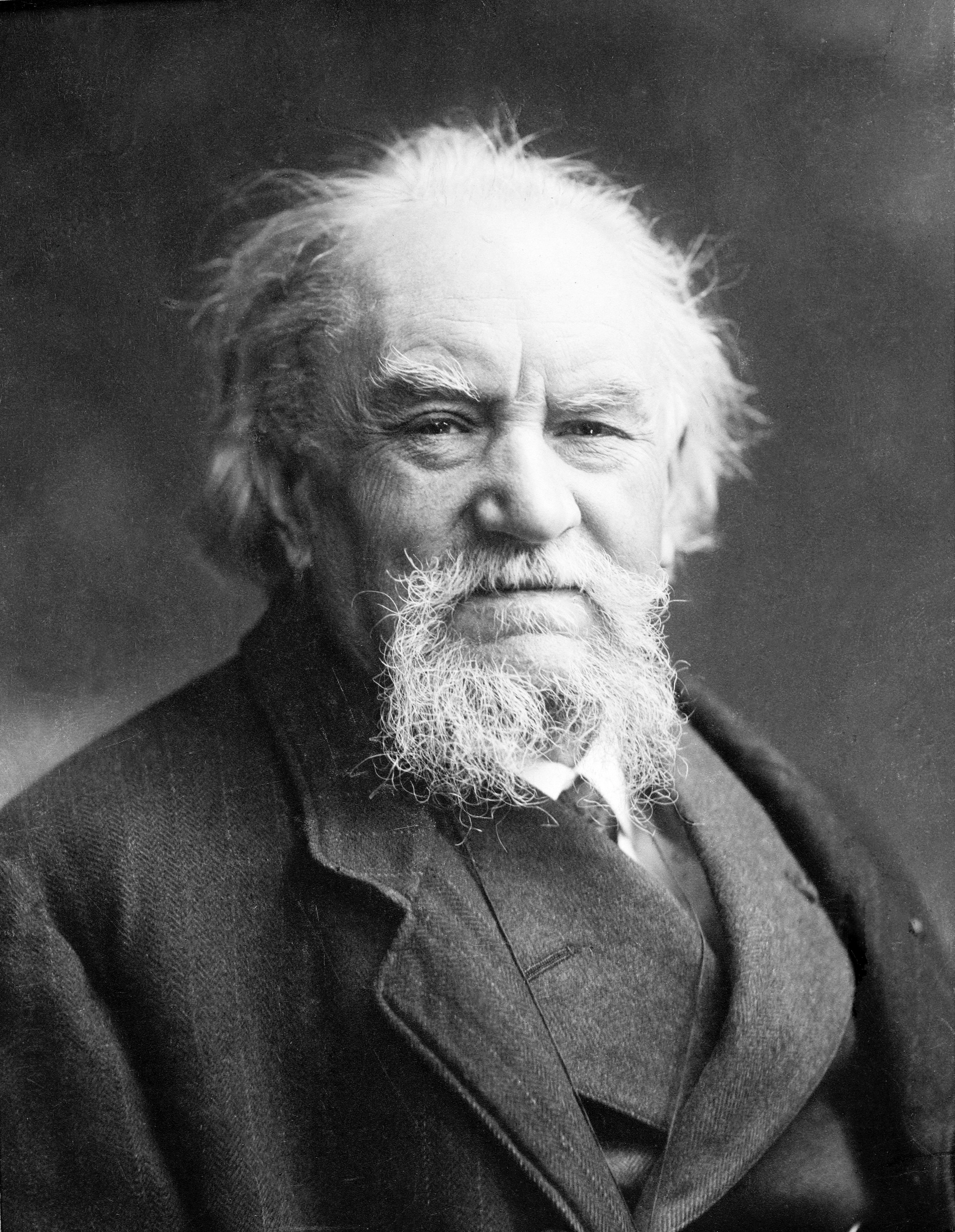
Émile Bergerat

Dem Journalisten und Schriftsteller Émile Bergerat erschien die Vulkan-Metapher die beste Beschreibung für das menschliche Leben auf Erden:

« La métaphore tant blaguée: danser sur un volcan, est la seule qui soit juste, et littéralement, pour définir la vie que nous menons (à fond de train) sur la terre. »

„Die so sehr verlachte Metapher, auf einem Vulkan zu tanzen, ist die einzig richtige und wörtlich zu nehmende, um das Leben, das wir auf der Erde führen, zu beschreiben.“

Bereits 1846 wurde die Metapher danser sur un volcan in den Bescherelle aufgenommen. Sie ist weiterhin in Frankreich populär und findet sich in Lexika für Redewendungen und in Wörterbüchern.

## Übergang ins Deutsche

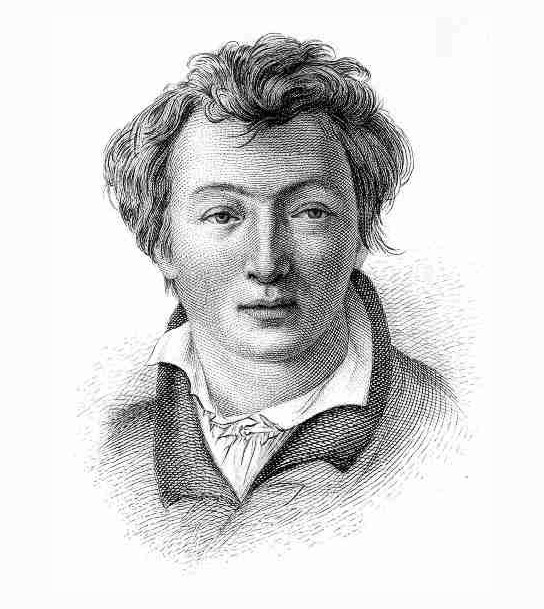
Heinrich Heine

Heinrich Heine, der der liberal-konstitutionellen Bewegung in Frankreich nahestand, verfolgte auch die Umstände der Julirevolution von 1830. Er verwendete die wörtliche Übersetzung der Metapher in seinem Beitrag Karneval in Paris (7. Februar 1842): „Wir tanzen hier auf einem Vulkan – aber wir tanzen. Was in dem Vulkan gärt, kocht und brauset, wollen wir heute nicht untersuchen, und nur wie man darauf tanzt, sei der Gegenstand unserer Betrachtung.“
Die Substantivierung „Tanz auf dem Vulkan“ findet sich dann in den 1870er Jahren im Volksfreund und in dem Roman Hilf dir selbst! : Socialer Roman aus dem Wiener Leben von Ottokar Franz Ebersberg.
Im Deutschen Wörterbuch werden beim Eintrag „Vulkan“ Publikationen aus den Jahren 1908 und 1910 zu dieser und ähnlichen Redewendungen erwähnt:

„Hieran knüpft eine reihe fester wendungen auf einem vulkan tanzen, stehen, schlafen u. ä., die vermutlich durch frz. schlagwörter der revolutionszeit wie 'nous marchons sur un volcan; les trônes sont sur un volcan' oder 'vous êtes sur un volcan' angeregt wurden: der könig von Neapel bewundert selbst das fest, womit man seine gegenwart honorirt; aber eine ahnung schwebt durch die erleuchteten prachtgemächer, und man erlaubt sich zu gestehen, dass man auf einem vulcan jubele; sie tanzten, ohne, wie die französische gesellschaft, zu wissen, dasz sie auf einem vulkan tanzten; freier: ... wuszte auch nichts von der gefahr, sasz ahnungslos auf dem vulkan und fühlte sich unendlich wohl.“
Auch im Deutschen ist die Metapher weit verbreitet.

## Sprachliche Verbreitung
Die Metapher hat in anderen Sprachen dieselbe Bedeutung wie im Französischen und Deutschen und wird international in der Populärkultur verwendet.
Im englischen Sprachraum sind dance/dancing on the vulcano und dance/dancing on the lip of a/the vulcano bekannt. Im Spanischen wird el baile en el volcán. bailando en el volcán oder baile en el Volcan verwendet. Im Italienischen ist es la danza sul vulcano. in Polen sagt man taniec na wulkanie. in den Niederlanden dansen op de/een vulkaan. im Chinesischen 火山上的舞蹈 – die Liste ließe sich weiter fortsetzen.